# Діяк Іван Васильович
Іван Васильович Діяк (нар. 22 липня 1929, Цеперів, нині Львівська область) — український політик, голова Наглядової Ради ПАТ «Укргазпромбанк» (з 2011 р.), кандидат технічних наук, член-кореспондент Академії гірничих наук, дійсний член Нафтогазової академії України, член Спілки журналістів України, почесний професор Івано-Франківського національного технічного університету нафти і газу, член Київського міжнародного енергетичного клубу, один з найавторитетніших ветеранів українського нафтогазовидобування. Учасник ліквідації наслідків аварії на Чорнобильській АЕС (1986 р.). Лауреат Премії Ради Міністрів СРСР. Відзначений Почесною грамотою Верховної Ради України. Нагороджений орденами святого рівноапостольного князя Володимира Великого II і III ступенів.

## Біографія
Народився 22 липня 1929 року в селі Цеперів (нині Кам'янка-Бузький район Львівської області). 

### Освіта
Здобув освіту у Львівському політехнічному інституті.

### Кар'єра
З 1953 р. працював на нафтодобувних підприємствах Івано-Франківської області. 
З 1964 р. обіймав посаду головного інженера, а згодом — керуючого трестом «Прикарпатбуднафта» (м. Івано-Франківськ). 
У 1972—1998 рр. був заступником начальника Всесоюзного об'єднання «Укргазпром», віце-президентом концерну ВО «Укргазпром», заступником голови правління АТ «Укргазпром» (м. Київ).
У 2002—2010 рр. був головним радником голови правління НАК «Нафтогаз України», генеральним секретарем Газової спілки України, радником Президента України, радником Секретаря Ради національної безпеки і оборони України, одним із ініціаторів та членів робочої групи з розробки Національної програми «Нафта і газ України до 2010 року», програми енергетичної стратегії України на період до 2030 року.
Під його керівництвом та за безпосередньою участю створено інфраструктуру та організоване буріння свердловин в умовах багаторічної мерзлоти на Уренгойському ГКР. [Архівовано 2 вересня 2016 у Wayback Machine.] Він сприяв влаштуванню в Україні найбільших підземних газових сховищ в Європі.
Іван Васильович понад 10 років очолював редакцію журналу «Нафтова і газова промисловість».

## Політична діяльність
З березня 1998 р. по квітень 2002 р. — Народний депутат України 3-го скликання, голова підкомітету з питань газової промисловості Комітету Верховної Ради України з питань паливно-енергетичного комплексу, ядерної політики та ядерної безпеки. 

## Творчий доробок
Він є автором 6 винаходів та 250 наукових та публіцистичних праць, в тому числі 15 монографій. Найбільш відомі з них: «Бурение глубоких скважин и хозрасчет» (у співавторстві, 1968 р.), «Українське відродження чи нова русифікація?» (2000 р.), «Газова промисловість України на зламі століть» (у співавторстві, 2000 р.), «Хто захистить наш народ і державу: Комуністична партія України чи Українська комуністична партія?» (2000 р.), «Енергетична безпека України» (2001 р.), «Україна-Росія. Історія і сучасність» (2001 р.), «Технологія цементування нафтових і газових свердловин» (2003 р.), «Українська національна ідея. Шлях до Великої України» (2005 р.), «П'ята колона в Україні: загроза державності» (2006 р.), «Національна трагедія і боротьба за незалежність», «Маніфест українця» (2007 р.), «Газова промисловість і енергетична безпека України», «Постріли у спину через півстоліття» (2009 р.), «Газова галузь України» (у співавторстві, 2009 р.), «Навіщо Україні чужі свята?» (2009 р.). Цей перелік висвітлює широке коло інтересів фахівця і політика.
Діяк І. В. зробив надзвичайно вагомий внесок у зміцнення енергетичної безпеки України, захист інтересів її незалежності і державності.